# Meerauge

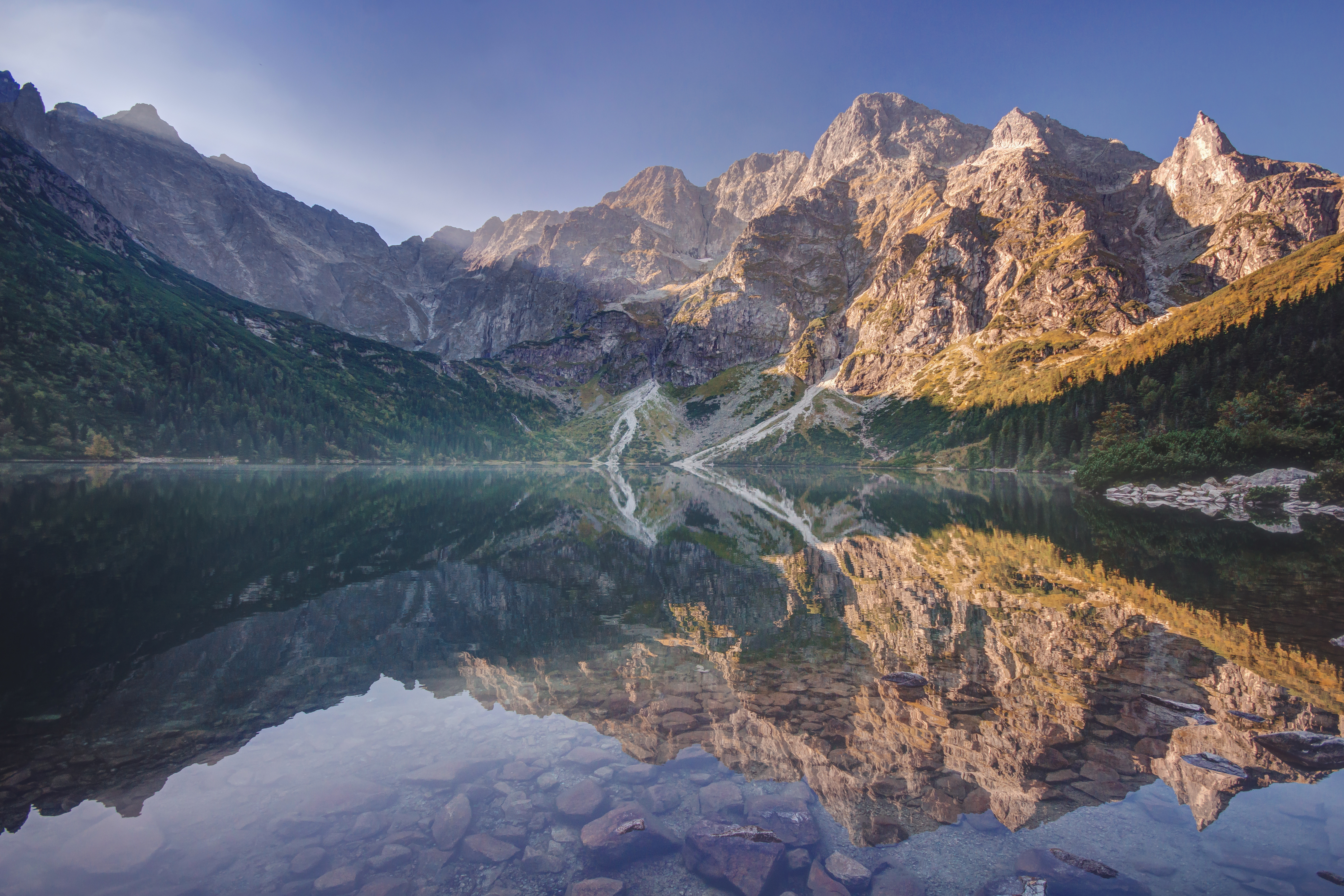
Vom Ostufer

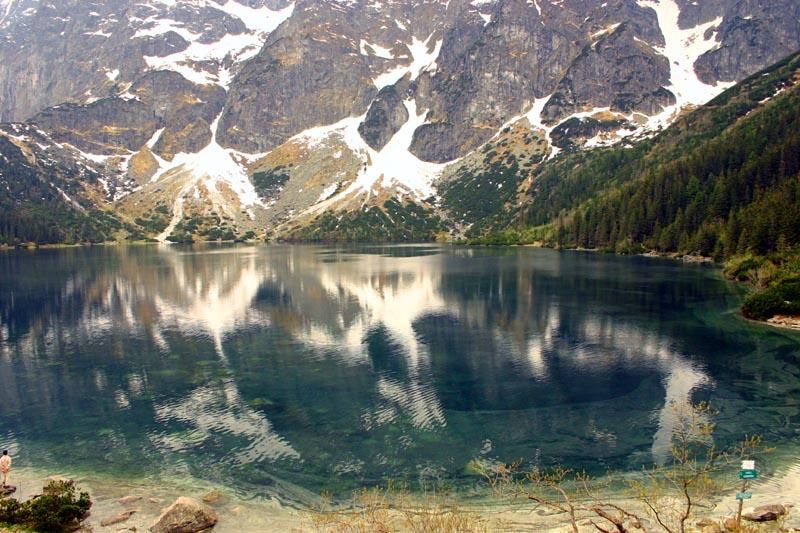
Vom Nordufer

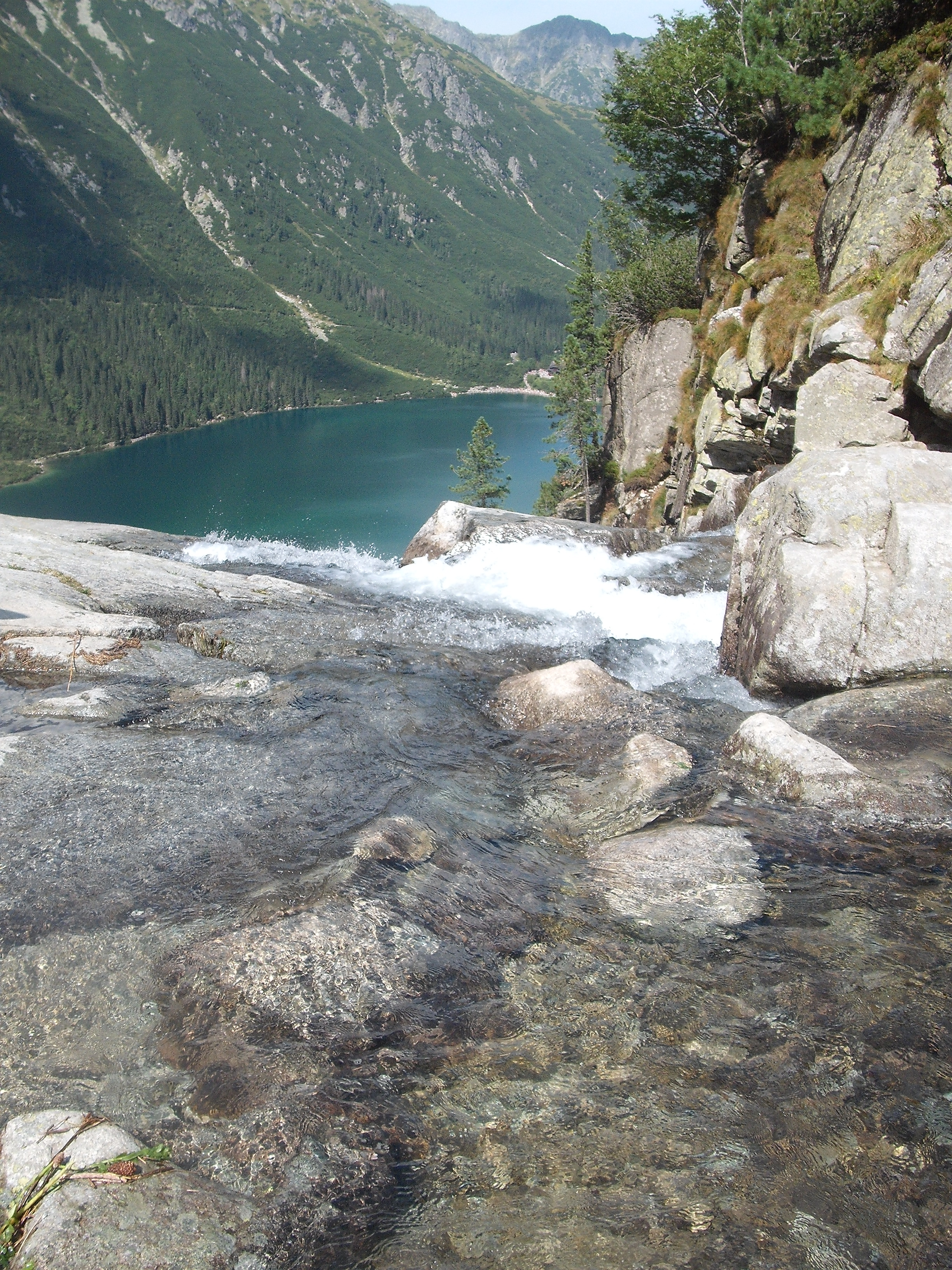
Vom Czarny Staw pod Rysami

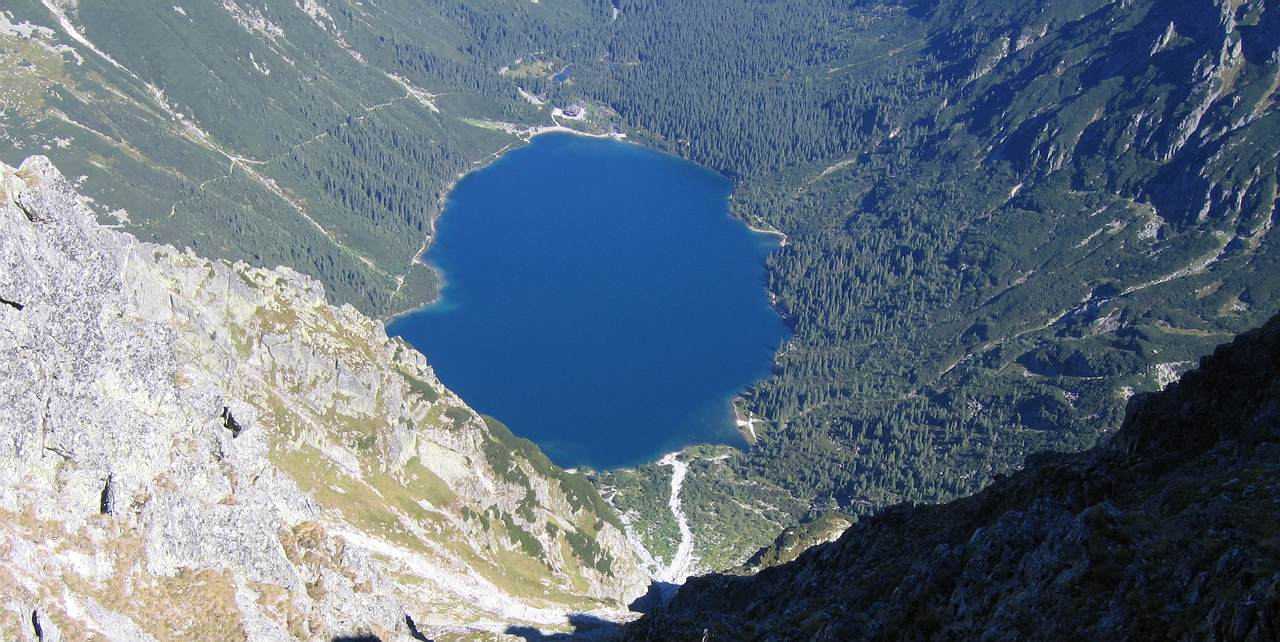
Vom Bergpass Pod Chłopkiem

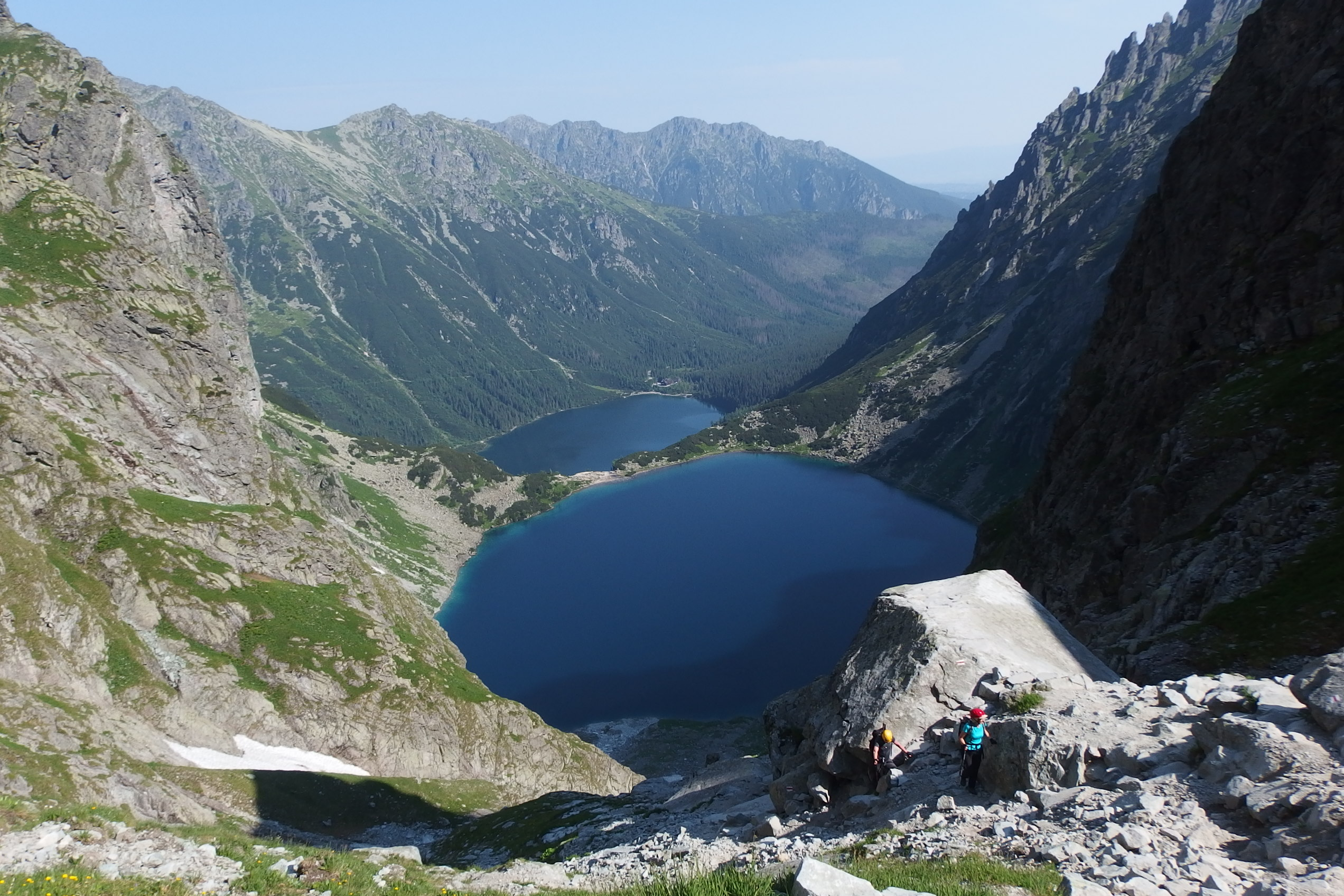
Von der Bula pod Rysami

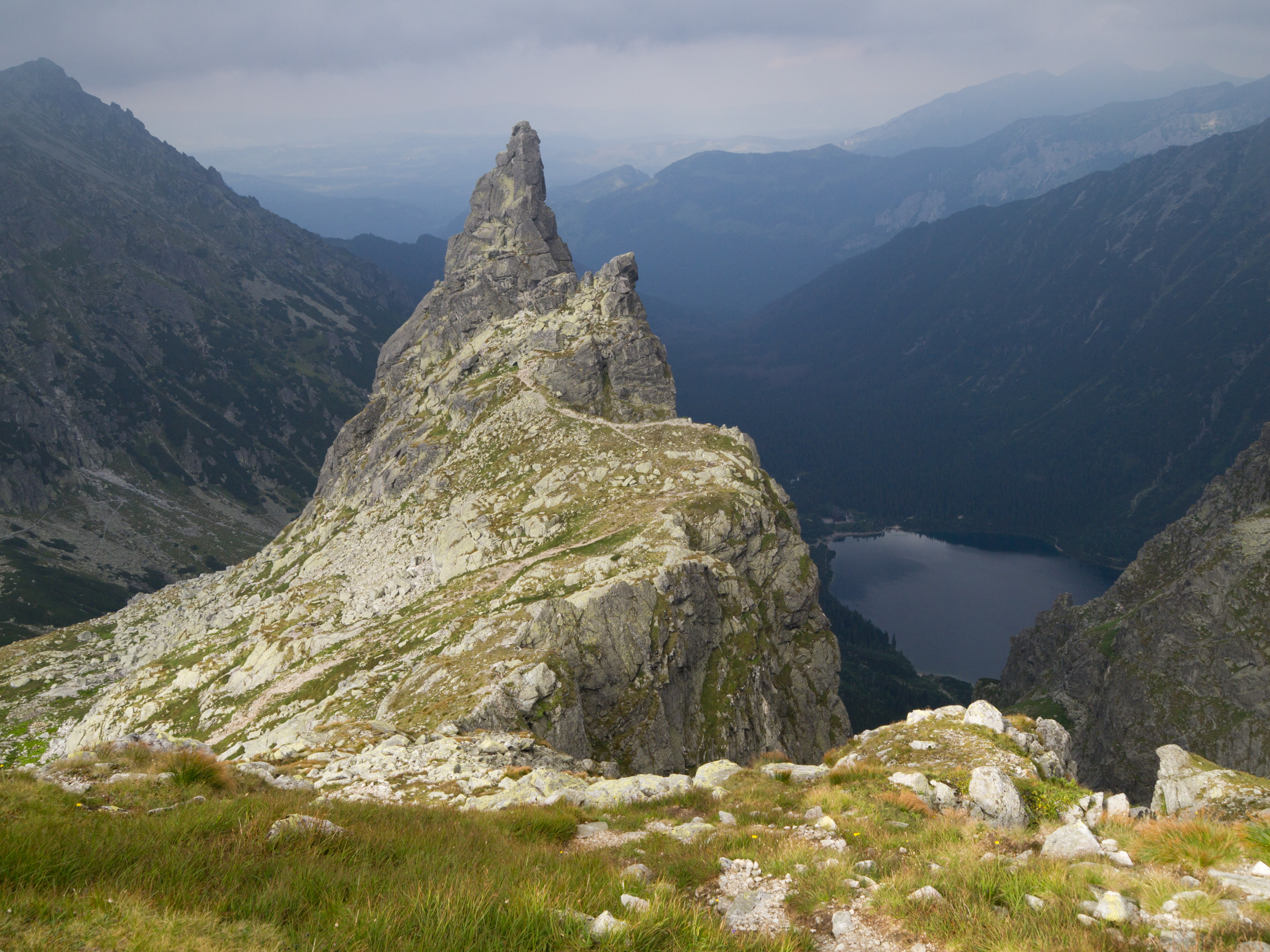
Vom Mnich

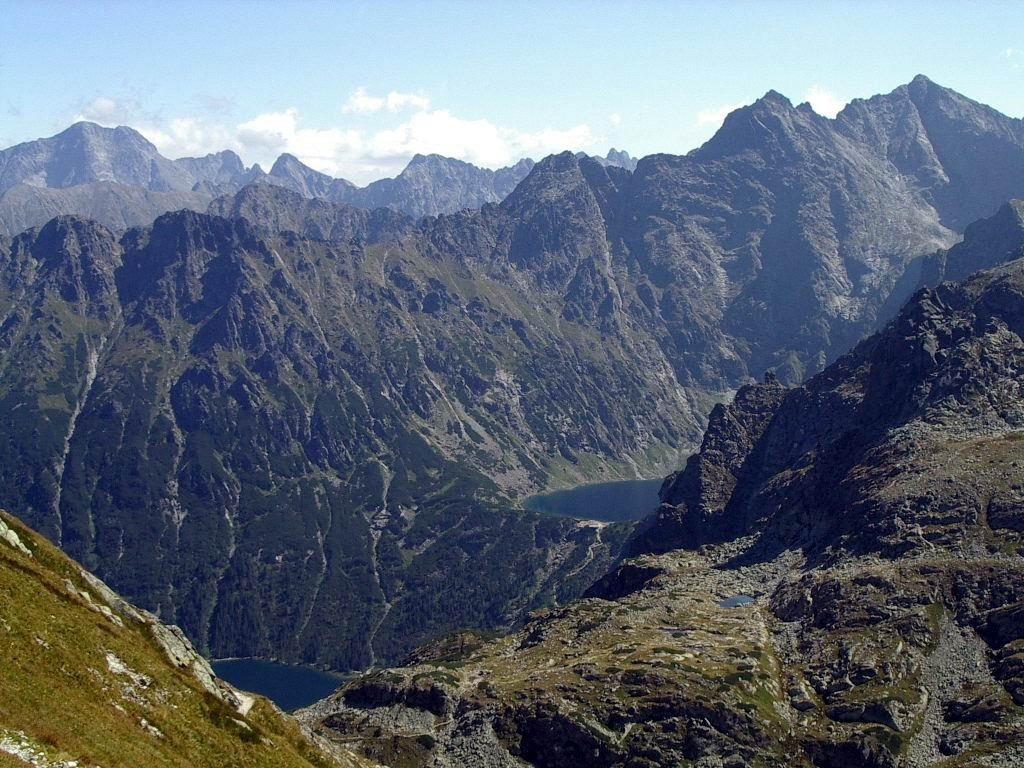
Vom Bergpass Szpiglasowa Przełęcz

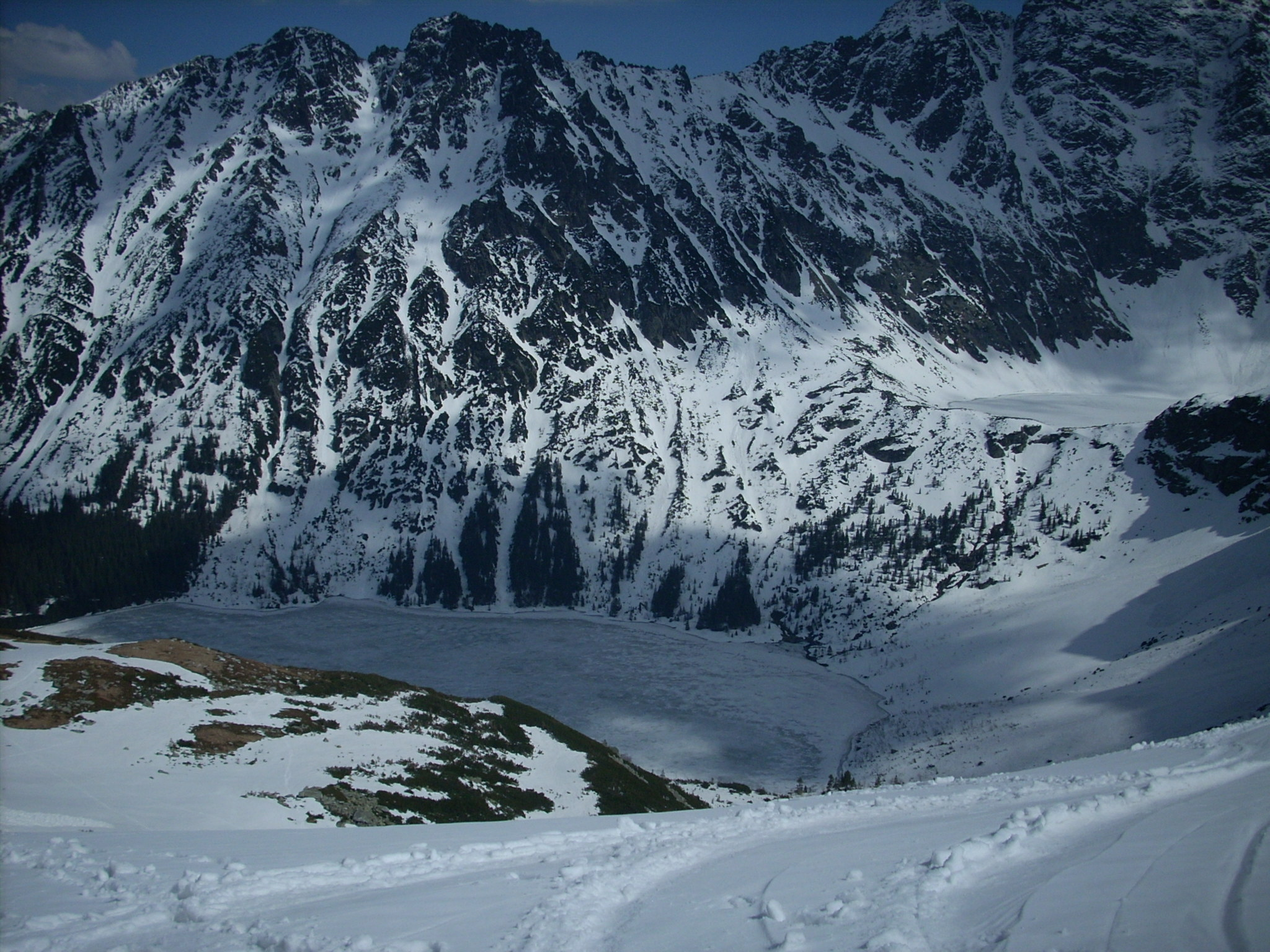
Von der Ceprostrada

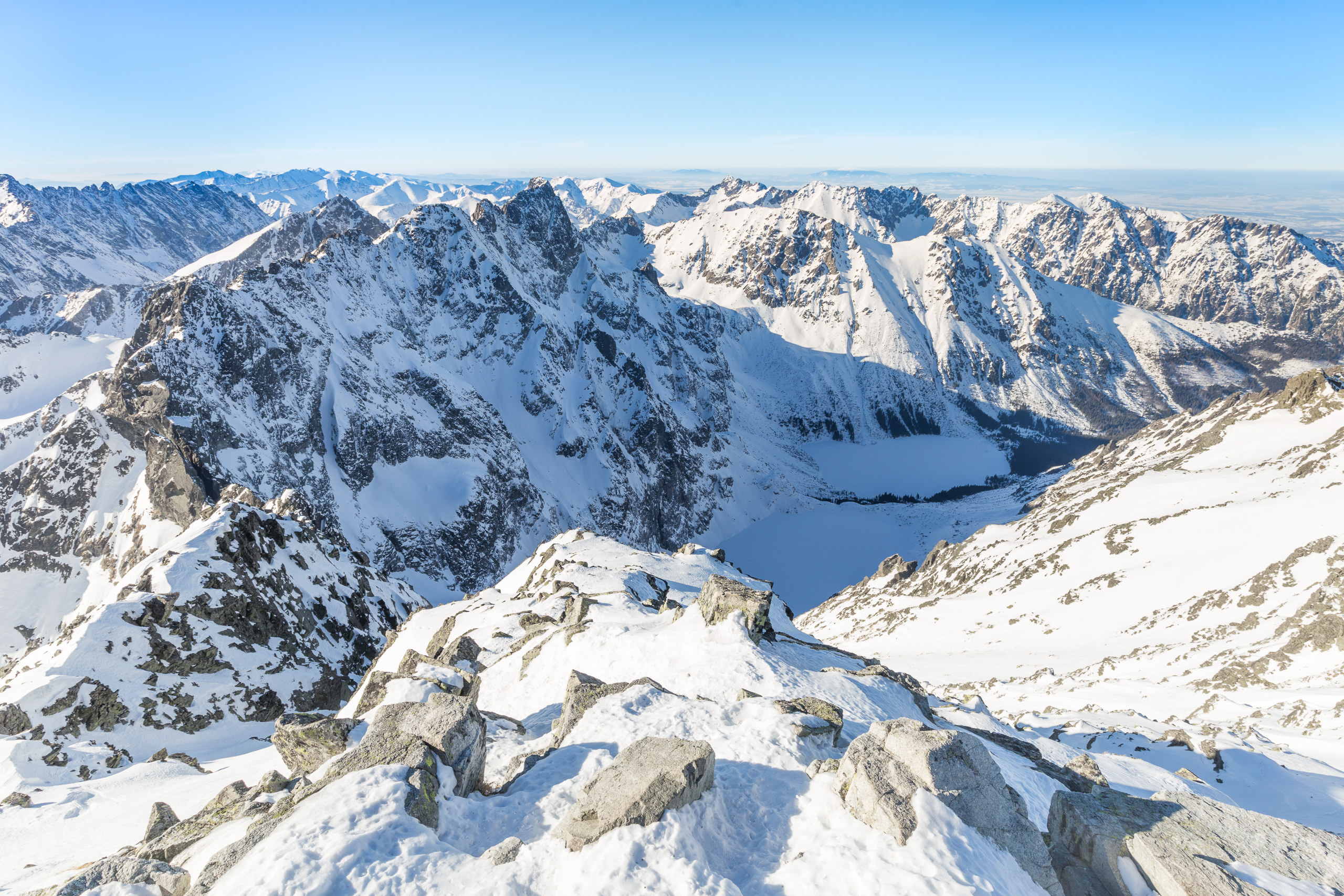
Vom Rysy im Winter

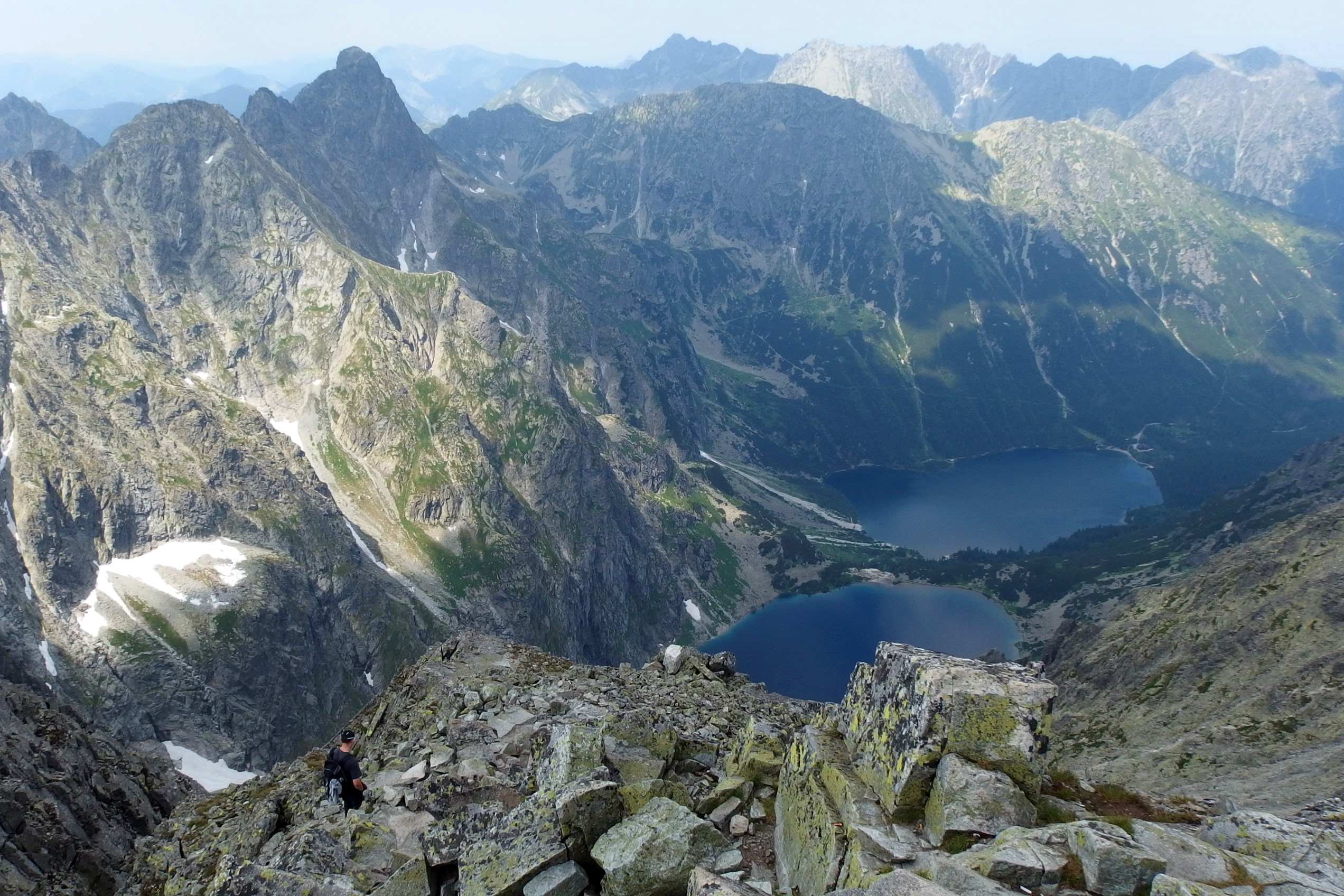
Vom Rysy im Sommer

Das Meerauge (pl. Morskie Oko, slk. Morské oko, deutsch auch: Fischsee) in Polen ist der flächenmäßig größte und der vierttiefste Bergsee der Hohen Tatra am Fuße des Massivs der Mięguszowieckie Szczyty im Tal Dolina Rybiego Potoku. Im Jahr 2014 hat The Wall Street Journal das Meerauge zu einem der fünf schönsten Seen weltweit gekürt.

## Entstehung
Der Karsee ist eiszeitlichen Ursprungs und stellt das Schmelzwasser des eiszeitlichen Gletschers im Białka-Tal dar. Das vom Gletscher geformte Kar wird im Norden von einer Gletschermoräne begrenzt. Die letzte Vergletscherung erfolgte während der Weichsel-Kaltzeit vor ca. 115.000 bis 11.600 Jahren.

## Abmessungen
Das Meerauge liegt auf einer Höhe von 1395 m über dem Meeresspiegel und hat nach einer Vermessung im Jahr 1934 durch Józef Szaflarski eine Fläche von 34,9 ha, ist 862 m lang und 568 m breit, 50,8 m tief und hat ein Volumen von ca. 9.935.000 m³. Nach einer neueren Vermessung durch Adam Choiński beträgt die Maximaltiefe 51,8 m. Seine Uferlänge beträgt 2,45 km. Sie hat eine ovale Form. Der Grund fällt in einem Winkel von ca. 15°20′ herab. Das Wasser hat einen grünlichen Farbton von IV auf der Forel-Ule-Skala. Die Sicht unter Wasser reicht je nach Messung von 11 Metern (so Józef Szaflarski) bis 14 Meter (so Ludomir Sawicki). Es bestehen deutliche Sprungschichten im Farbton, ein so genanntes Metalimnion. Eine Messung am 2. August 1937 hat ergeben, dass die obere Wasserschicht eine Dicke von 3 Metern und eine Temperatur von 12,1 °C hatte. Bis zu einer Tiefe von 10 Metern fiel die Temperatur um 1 grd/m und in den Tiefen von 10 bis 20 Metern um 0,25 grd/m. Die Temperatur in den Tiefen unterhalb von 20 Metern war bis zum Grund konstant 4 °C.

## Lage und Umgebung
Der Gletschersee liegt am Fuße des höchsten Berges Polens, des Rysy, der im Deutschen auch nach dem See Meeraugspitze genannt wird. Über dessen Gipfel verläuft die polnisch-slowakische Grenze.
Zwischen der Rysy und dem Meerauge liegt ein anderer höher gelegener Karsee, der Czarny Staw pod Rysami, der über einen in Kaskaden hinabfallenden Bach in das Meerauge entwässert.
Zwei ganzjährig wasserführende Bäche münden in den See, der Mnichowy Potok fällt in dem Wasserfall Dwoista Siklawa in den See und der Czarnostawiański Potok in dem Wasserfall Czarnostawiańska Siklawa. Daneben münden in den See auch andere Wasserläufe, die ebenfalls Wasserfälle bilden, jedoch nur zeitweise Wasser führen. Aus dem See fließt der Rybi Potok, der gleich unterhalb des Sees die Rybie Stawki bildet: Małe Morskie Oko Żabie Oko und Małe Żabie Oko.
Die Täler der beiden Gletscherseen werden von den folgenden Bergmassiven umgeben:
- im Osten:

Siedem Granatów (Sieben Granaten),
Żabi Szczyt Niżni (Kleine Froschspitze) (2098 m),
Żabi Mnich (Hinterer Mönch) (2146 m),
Żabia Lalka (Froschpuppe) (2095 m),
Niżnie Rysy (Dénesspitze) (2430 m)
- im Süden und Südwesten:

Rysy (Meeraugspitze) (2503 m),
Żabi Koń (Simonturm) (2291 m),
Żabia Turnia Mięguszowiecka (Froschseeturm) (2336 m),
Wołowy Grzbiet (Ochsenrücken),
Kazalnica Mięguszowiecka (Mengsdorfer Kanzel) (2159 m),
Mięguszowiecki Szczyt Czarny (Östliche Mengsdorfer Spitze) (2410 m),
Mięguszowiecki Szczyt Pośredni (Mittlere Mengsdorfer Spitze) (2393 m),
Mięguszowiecki Szczyt (Mengsdorfer Spitze) (2438 m),
Cubryna (2376 m),
Mnich (Mönch) (2070 m)
- im Westen:

Szpiglasowy Wierch (Liptauer Grenzberg) (2172 m),
Miedziane (Kupferberg) (2233 m),
Opalony Wierch (Brandkoppe) (2115 m)

## Flora und Fauna
Die Ufer sind mit Ausnahme der Couloirs mit Bergkiefern und Zirbelkiefern bewachsen. Es treten seltene alpine Pflanzenarten auf, unter anderem Vielteiliger Rautenfarn, Alpen-Rasenbinse, Armblütige Segge, Moosglöckchen.
Die Täler um den See sind Rückzugsgebiet unter anderem für Steinadler, Bären, Gämse und Murmeltiere.
Im See leben Regenbogenforellen. Der Grund ist in Ufernähe mit großen Felsbrocken gefüllt, in größeren Tiefen folgt Kies und Sand und ab einer Tiefe von 40 Metern folgen organische Reste von Pflanzen und Tieren.

## Eisbildung
Der See gefriert regelmäßig im November und taut im Mai auf. Im Rekordwinter 1950/1951 gefror der See erst im Januar und taute bereits im März auf. Seit 1971 wird die Eisdicke regelmäßig gemessen und die Messungen ergaben, dass die Eisdicke stetig abnimmt. Noch in den Jahren 1971–1982 war der See durchschnittlich an 171 Tagen im Jahr gefroren, das Eis bildete sich um den 20. November, verschwand am 9. Mai und seine durchschnittliche Maximaldicke betrug 72 cm. In den Jahren 1995–2007 war der See durchschnittlich an 157 Tagen im Jahr gefroren, das Eis bildete sich um den 5. Dezember, verschwand am 25. April und seine durchschnittliche Maximaldicke betrug 56 cm.

## Etymologie
Der Name Meerauge ist eine wörtliche Übersetzung des polnischen Namens Morskie Oko und geht auf eine Legende zurück, nach der der See keinen Grund hat, sondern mit der Ostsee beziehungsweise dem Adriatischen Meer verbunden ist. Nach dieser Legende wurde im See ein Piratenschatz geborgen, der sich auf einem Schiff befand, das im Meer gesunken ist. Dieser Name wurde insbesondere von den Karpatendeutschen aus der Zips benutzt.
Ein anderer Name für den See ist Fischsee (pl. Rybie Oko; wörtlich: „Fischauge“) und geht darauf zurück, dass der See einer der wenigen Tatraseen ist, in dem Fische vorkommen. Daher auch der Name des ihn entwässernden Bachs Fischbach (pl. Rybi Potok), der kleineren Seen nördlich des Meerauges gelegenen Fischteiche (pl. Rybie Stawki) sowie des ganzen Tals Fischbachtal (pl. Dolina Rybiego Potoku).
Der älteste Name des Sees ist Weißsee (pl. Biały Staw) und geht auf das Jahr 1650 zurück.
Die zahlreichen Karseen in der Hohen Tatra heißen polnisch oka (deutsch: „Augen“, Sing. oko) oder stawy (deutsch „Weiher“, Sing. staw), slowakisch (und tschechisch) plesa (Sing. pleso); allgemein heißt der See polnisch jezioro, slowakisch jazero und tschechisch jezero.

## Geschichte
Der See wurde 1575 zum ersten Mal urkundlich nachweisbar genannt. Im Jahr 1637 hat der polnische König Władysław IV die Alm Hala Morskie Oko am See an Władysław Nowobilski verpachtet. Der See wurde 1824 von Emanuel Homolacs zusammen mit den Gütern um Zakopane erworben. Ende des 19. Jahrhunderts kaufte Władysław Zamoyski die Güter von den Homolacs. Seit 1933 befindet sich der See wieder im Staatseigentum und liegt seit 1954 im Tatra-Nationalpark.
Der See war bereits Anfang des 19. Jahrhunderts bei Naturliebhabern ein beliebtes Ausflugsziel. 1836 wurde eine erste Schutzhütte an seinen Ufern errichtet. Nachdem diese 1865 abgebrannt war, wurde 1874 eine neue Hütte von der Tatra-Gesellschaft errichtet. Nachdem diese 1898 ebenfalls abgebrannt war, wurde sie erneut aufgebaut. 1902 wurde der Oswald-Balzer-Weg von Zakopane zum Meerauge gebaut. In den 1930er Jahren fanden auf ihm Autorallyes statt.
Im 19. Jahrhundert tobte eine heftige juristische Kontroverse innerhalb der Habsburgermonarchie über die Zugehörigkeit des Sees und seiner Umgebung zu Galizien (heutiges Südpolen) oder zu Ober-Ungarn (heutige Slowakei), die der polnische Rechtsgelehrte Oswald Balzer vor dem Grazer Gericht für Galizien entscheiden konnte. Die Streitparteien waren Christian Hohenlohe aus der Zips und Władysław Zamoyski aus Zakopane.

## Kultur
Das Meerauge spielt in der polnischen Kultur eine wichtige Rolle. Es ist wohl der bekannteste See in Polen. Parks und Gärten in ganz Polen sind nach ihm benannt.
Zahlreiche Poeten widmetem ihm Gedichte, so Ludwik Solski, Maciej Bogusz Stęczyński, Wincenty Pol, Jadwiga Łuszczewska, Adam Asnyk, Kazimierz Przerwa-Tetmajer, Franciszek Henryk Nowicki und Jan Kasprowicz, und Musiker Lieder, so Zygmunt Noskowski.
Künstler malten es seit dem frühen 19. Jahrhundert, unter anderem Walery Eljasz-Radzikowski, Leon Wyczółkowski und Stanisław Gałek.

## Tourismus

### Berghütten
Zum See, der zu den beliebtesten Zielen der Tatra gehört, gelangt man entweder mit der Pferdekutsche oder Pferdeschlitten über die Panoramastraße Oswald-Balzer-Weg, oder etwa 9 km zu Fuß. Oben angekommen, steht auf der den See nach Norden hin abschließenden Moräne die Meeraughütte des polnischen Alpenvereins (PTTK). Die gut besuchte Hütte liegt auf 1405 Meter über dem Meeresspiegel und gehört zu den ältesten im Gebiet der Hohen Tatra. Benannt wurde die Hütte nach Stanisław Staszic, der den See 1805 erforschte. Neben der Hütte steht die alte Meeraughütte von 1890, die zeitweise als Schuppen für Pferdeschlitten genutzt wurde. Beide Gebäude sind denkmalgeschützt.

### Wanderwege
Der See ist u. a. zu erreichen:
- ▬ von den Parkplätzen auf den Almen Łysa Polana und Palenica Białczańska über einen rot markierten Wanderweg über den Wasserfall Wodogrzmoty Mickiewicza entlang der Panoramastraße Oswald-Balzer-Weg
- ▬ von Zakopane über Toporowa Cyrhla, Psia Trawka und Rówień Waksmundzka über einen rot markierten Wanderweg (Lenin-Weg)
- ▬ von dem Rundweg um den Bergsee über einen rot markierten Wanderweg
- ▬ von den Tal Dolina Pięciu Stawów Polskich über Świstówka Roztocka auf einem blau markierten Wanderweg
- ▬ von dem Bergpass Szpiglasowa Przełęcz über die Ceprostrada auf einem gelb markierten Wanderweg
- ▬ von dem Bergpass Mięguszowiecka Przełęcz pod Chłopkiem über die Kazalnica Mięguszowiecka auf einem grün markierten Wanderweg
- ▬ von dem Bergpass Wrota Chałubińskiego über die Dolina za Mnichem auf einem gelb markierten Wanderweg
- ▬ vom Gipfel Rysy über den Bergsee Czarny Staw pod Rysami auf einem rot markierten Wanderweg

## Panorama

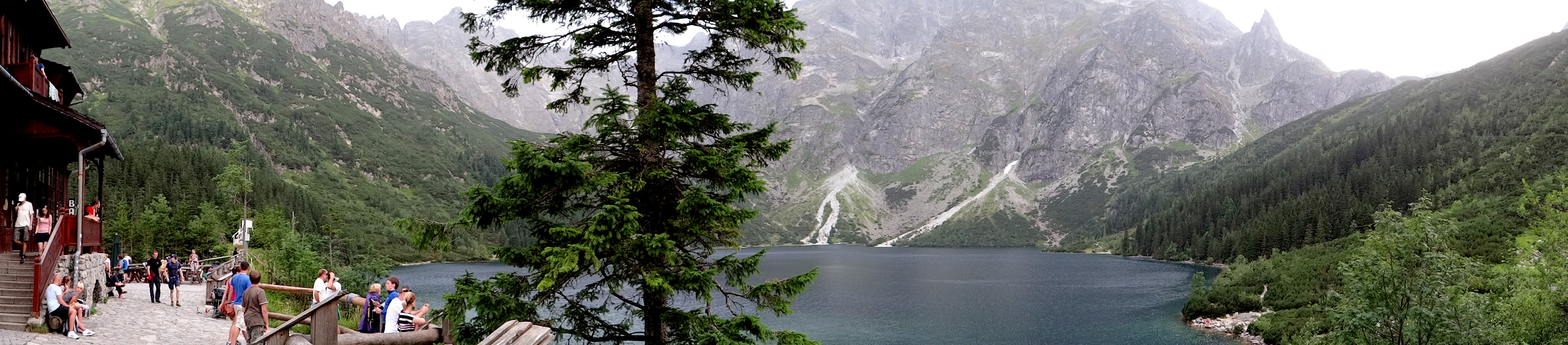
Panorama von der Meeraughütte